# Ronde van Utah
De Ronde van Utah (Engels: Tour of Utah) is een meerdaagse wielerwedstrijd in de Amerikaanse staat Utah.

## Algemeen
De wedstrijd is ontstaan vanuit de regionale race bekend als de Thanksgiving Point Stage Race. Na de editie van 2006 heeft de etappekoers een UCI status gekregen. Echter in 2007 konden niet voldoende financiële middelen gevonden worden om de ronde door te laten gaan. Hierdoor heeft de ronde zijn status weer verloren. Doordat UCI ProTour teams niet mogen deelnemen aan dergelijke nationale wedstrijden, heeft Levi Leipheimer van Team RadioShack zich in 2010 ingeschreven als individuele rijder met als sponsor de fietsenwinkel van Lance Armstrong, Mellow Johnny's. Dit gold ook voor Taylor Phinney, stagiair bij het team van Radioshack. Hij fietste tijdens de Ronde van Utah in 2010 voor zijn oorspronkelijke ploeg Trek-Livestrong.

In 2011 is hier verandering in gekomen. De UCI heeft de etappekoers opgenomen in de UCI America Tour. De etapperace heeft de classificatie 2.1 gekregen. Door de erkenning van de UCI verschijnen in 2011 ook ProTour ploegen aan de start, onder andere RadioShack en BMC Racing Team.

## Lijst van winnaars

### Meervoudige winnaars
| Overwinningen | Renner          | Land             | Jaren      |
| ------------- | --------------- | ---------------- | ---------- |
| 2             | Levi Leipheimer | Verenigde Staten | 2010, 2011 |
| 2             | Tom Danielson   | Verenigde Staten | 2013, 2014 |

### Overwinningen per land
| Overwinningen | Land                                            |
| ------------- | ----------------------------------------------- |
| 10            | Verenigde Staten                                |
| 1             | Australië, België , Canada, Spanje, Zwitserland |